# Coppa dell'Unità
La Coppa dell'Unità (in arabo كأس الوحدة‎?) è una competizione calcistica organizzata dalla Federazione calcistica dello Yemen (YFA) dal 1997, con cadenza irregolare.

## Finali
| Stagione | Vincitore           | Punteggio        | Finalista          |
| -------- | ------------------- | ---------------- | ------------------ |
| 1997/98  | Al-Wahda            | 2-1              | Al-Shoala          |
| 1999     | Al-Tilal            | 1-1 (5-3 rigori) | Al Ahli San'a'     |
| 2004     | Al Ahli San'a'      | 5-1              | Al-Hilal Al-Sahili |
| 2007     | May 22 Sana'a       | 1-0              | Al-Saqr            |
| 2008     | Al-Saqr             | 1-1 (7-6 rigori) | Al-Hilal Al-Sahili |
| 2009     | Al-Sha'ab Hadramaut | 1-1 (4-2 rigori) | Al-Wahda San'a'    |